# And So I Watch You from Afar
And So I Watch You from Afar es una banda norirlandesa de rock instrumental, conformada por los guitarristas Rory Friers y Niall Kennedy, el bajista Johnny Adger y el batería Chris Wee, y centrada en el math rock y el post rock. El antiguo miembro Tony Wright, ahora con el nombre de VerseChorusVerse, participó en dos álbumes y tres EP hasta su salida en agosto de 2011. Firmaron con la discográfica Richter Collective y en octubre de 2011 la banda anunció un contrato en Norteamérica con Sargent House.
El álbum debut del grupo, titulado también And So I Watch You from Afar, fue nombrado sexto mejor álbum de 2009 por la revista Rock Sound.
En agosto de 2012, And So I Watch You from Afar se embarcó en una gira de cinco actuaciones por China organizada por la compañía Split Works.
El 7 de julio de 2014, And So I Watch You from Afar comenzó la grabación de su cuarto álbum de estudio, que llevaría el nombre Heirs y se publicaría el 5 de mayo de 2015. Se convirtió en uno de los diecinueve nominados al Premio IMPALA Album of the Year.

## Discografía

### Álbumes de estudio
| Año                                | Notas | Puesto más alto | Puesto más alto |
| Año                                | Notas | IRL             | UK              |
| ---------------------------------- | --- | --------------- | --------------- |
| 2009                               | And So I Watch You From Afar - Released: 13 de abril de 2009 - Label: Smalltown America - Formats: CD, descarga digital | —               | —               |
| 2011                               | Gangs - Released: 29 de abril de 2011 - Label: Richter Collective - Formats: CD, descarga digital                       | 28              | —               |
| 2013                               | All Hail Bright Futures - Released: 15 de marzo de 2013 - Label: Sargent House - Formats: CD, descarga digital, LP      | 81              | —               |
| 2015                               | Heirs - Released: 4 de mayo de 2015 - Label: Sargent House - Formats: CD, descarga digital, LP                          | —               | —               |
| 2017                               | The Endless Shimmering - Released: 20 de octubre de 2017 - Label: Sargent House - Formats: CD, descarga digital, LP     | TBD             | TBD             |
| "—" indica que no entró en listas. | |                 |                 |

### Sencillos
| Año                                | Título                                       | Puesto más alto | Álbum                        |
| Año                                | Título                                       | IRL             | Álbum                        |
| ---------------------------------- | -------------------------------------------- | --------------- | ---------------------------- |
| 2009                               | "Set Guitars To Kill"                        | —               | And So I Watch You From Afar |
| 2009                               | "S Is For Salamander"                        | —               | The Letters EP               |
| 2010                               | "Straight Through The Sun Without A Scratch" | —               |                              |
| 2011                               | "Search:Party:Animal"                        | —               | Gangs                        |
| 2011                               | "BeautifulUniverseMasterChampion"            | —               | Gangs                        |
| "—" indica que no entró en listas. |                                              |                 |                              |

### EP
| 2007                               | This Is Our Machine And Nothing Can Stop It - Formats: CD | — |
| 2007                               | Tonight The City Burns - Formats: CD                      | — |
| 2010                               | The Letters - Formats: CD                                 | — |
| "—" indica que no entró en listas. |                                                           |   |

## Componentes
Actuales
- Jonathan Adger – bajo
- Rory Friers – guitarra
- Niall Kennedy – guitarra
- Chris Wee – Batería, percusión

Anteriores
- Tony Wright – guitarra